# 문산초등학교 성암분교
문산초등학교 성암분교는 대한민국 충청남도 서천군 문산면 서문로 1258 (지원리)에 있었던 공립 초등학교이다.

## 학교 연혁
- 1968.03.01 : 성암초등학교 설립 인가
- 1968.04.13 : 개교
- 1984.02.29 : 병설유치원 설립인가(1학급)
- 1984.03.09 : 병설유치원 개원
- 1992.03.01 : 문산초등학교 성암분교 격하
- 1998.03.01 : 문산초등학교로 통폐합